# دربند، قونیه
دربند (به ترکی استانبولی: Derbent) یک منطقهٔ مسکونی در ترکیه است که در قونیه واقع شده‌است. دربند ۱٬۵۶۰ متر بالاتر از سطح دریا واقع شده‌است.